# Groblje Borik
Groblje Borik bjelovarsko je gradsko groblje u četvrti Vojnović u krugu park-šume Borik. 
Poznato je i kao "novo groblje" Borik, kako bi se razlikovalo od "starog groblja" sv. Andrije u Bjelovaru.
Danas se sastoji od 23 grobnih polja unutar kojih se nalaze aleje i grobni redovi, te i zelene površine, središnji križ te mrtvačnica.
Groblje pokriva površinu od 74,523 kvadratnih metara.

## Povijest
Groblje je uspostavljeno 1959. godine s prvim ukopom 1979. godine. 
Najveći sprovod na ovom groblju dogodio se 5. veljače 1992. prilikom ukopa 18 hrvatskih branitelja ubijenih u pokolju u Kusonjama, ekshumiranih iz prve masovne grobnice u Domovinskom ratu. Misu zadušnicu vodio je kardinal Franjo Kuharić, a okupilo se 20 tisuća ljudi. 

Na groblju Borik su pokopani Tihomir Trnski i Stanislav Pavlić.